# The Cross
The Cross byla britská rocková skupina, založená v roce 1987 bubeníkem skupiny Queen Rogerem Taylorem. Za 6 let svého fungování (do roku 1993, kdy se skupina rozpadla) vydala několik singlů a 3 studiová alba, přičemž ke každému uspořádala turné. Na rozdíl od Queen a dalších Taylorových projektů, byl Taylor frontmanem a hlavním zpěvákem skupiny a místo bicích hrál na rytmickou kytaru.

## Historie

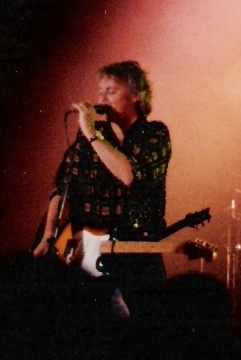
Roger Taylor s The Cross v roce 1990

Taylor skupinu založil během přestávky po turné Magic Tour skupiny Queen v roce 1986. Do pozice klávesáka obsadil Spika Edneyho, který doprovázel na turné i Queen. Kytaristou se stal Clayton Moss, baskytaristou Peter Noone a bubeníkem Josh Macrae. Alba a singly skupiny nebyly komerčně příliš úspěšné, přesto se jim však několikrát podařilo dostat se do žebříčků britské a německé hitparády.
První album neslo název Shove It a vyšlo v roce 1987. Z velké části šlo o Taylorův sólový projekt, protože část písní napsal ještě před založením kapely. Toto album a s ním vydané tři singly, se dostaly do hitparád ve Spojeném království, kde obdržely také pozitivní recenze. Kapela se následně vydala na turné a poté si Taylor udělal krátkou přestávku pro natáčení alba The Miracle s Queen, pro které se nekonalo žádné turné.
Po dokončení alba The Miracle s Queen roku 1989, se Taylor opět vrátil k The Cross a společně nahráli další album s názvem Mad, Bad and Dangerous to Know. Velká část alba se skládala ze sólových písní jednotlivých členů. Skupina se následně vydala na turné po Německu, Rakousku, Švýcarsku a Španělsku.
Třetí a zároveň poslední studiové album The Cross Blue Rock, bylo nahráno v době, kdy se Taylor soustředil na Queen, konkrétně na nahrávání alba Innuendo, což umožnilo ostatním členům ostatním The Cross více převzít kontrolu nad nadcházejícím albem. Písně pro toto album z velké části napsal Edney. Album Blue Rock vyšlo pouze v Německu (ačkoli propagační kopie byly vydány také v Itálii a Japonsku).
V roce 1993 se kapela po odehrání závěrečného koncertu rozpadla. Taylor pokračoval v práci s Queen a na svých dalších sólových projektech. Bubeník Macrae doprovázel Taylora na jeho sólových turné a také hrál na bicí na koncertě The Freddie Mercury Tribute Concert v roce 1992. Taylor i klávesista Edney se po smrti Freddieho Mercuryho připojili ke znovuobnovené skupině Queen s Paulem Rodgersem pod názvem Queen + Paul Rodgers, s níž absolvovali i několik turné, zatímco Macrae pro ně pracoval v zákulisí jako zvukař a inženýr. Na konci 90. let založil Edney skupinu SAS Band („Spike's All Stars“), skupinu se stále se měnící sestavou rockových hvězd 80. let.
V červenci 2013 však bylo oznámeno, že se The Cross 7. prosince 2013 znovu sejdou a vystoupí na jednom koncertu G Live, Guildford, 20 let po jejich oficiálním rozpadu.

## Členové
- Roger Taylor – hlavní zpěv, rytmická kytara
- Spike Edney – klávesy, doprovodné vokály
- Clayton Moss – kytara, doprovodné vokály (hlavní zpěv v „Better Things“ a „Heartland“)
- Peter Noone – basová kytara, doprovodné vokály (hlavní zpěv v „Heartland“)
- Josh Macrae – bicí, perkuse, doprovodné vokály

### Členové na turné
- Suzie O'List – doprovodné vokály
- Gillian O'Donovan – doprovodné vokály

## Diskografie

### Studiová alba
| Rok  | Název                          | Umístění ve Spojeném království | Umístění v Německu |
| ---- | ------------------------------ | ------------------------------- | ------------------ |
| 1988 | Shove It                       | 58                              | –                  |
| 1990 | Mad, Bad and Dangerous to Know | –                               | 48                 |
| 1991 | Blue Rock                      | –                               | –                  |

### Sinlgy
| Rok  | Název                 | Umístění ve Spojeném království | Umístění v Německu | Album                          |
| ---- | --------------------- | ------------------------------- | ------------------ | ------------------------------ |
| 1987 | „Cowboys and Indians“ | 74                              | –                  | Shove It                       |
| 1988 | „Shove It“            | 83                              | –                  | Shove It                       |
| 1988 | „Heaven for Everyone“ | 84                              | 68                 | Shove It                       |
| 1988 | „Manipulator“         | –                               | –                  | –                              |
| 1990 | „Power to Love“       | 83                              | –                  | Mad, Bad and Dangerous to Know |
| 1990 | „Liar“                | –                               | –                  | Mad, Bad and Dangerous to Know |
| 1990 | „Final Destination“   | –                               | –                  | Mad, Bad and Dangerous to Know |
| 1991 | „New Dark Ages“       | –                               | –                  | Blue Rock                      |
| 1991 | „Life Changes“        | –                               | –                  | Blue Rock                      |